# USS Columbia (SSN-771)
Pour les autres navires du même nom, voir USS Columbia.
Le USS Columbia (SSN-771) est un sous-marin nucléaire d'attaque américain de classe Los Angeles nommé d'après Columbia en Caroline du Sud. Construit au chantier naval Electric Boat de Groton, il a été commissionné le 9 octobre 1995 et est toujours actuellement en service dans l’United States Navy.